# Festival Plein Sud
Le festival Plein Sud est un événement culturel organisé chaque année en Pays Royannais autour des cultures des pays du Sud, notamment des pays africains. Créé en 1990, il est supervisé par l'association Plein Sud, avec pour missions de « faire connaître les cultures des pays du Sud à travers leurs traditions, de valoriser la création contemporaine » et de « mieux nous comprendre aujourd’hui pour mieux préparer notre avenir commun dans la tolérance, la liberté et la pluralité de nos cultures ». Le festival se tient essentiellement à Cozes, en périphérie de Royan, mais des animations se tiennent également dans les communes voisines. 
La programmation du festival consiste essentiellement en concerts (musique contemporaine ou traditionnelle), débats (« Sommet de Cozodougou », en présence de personnalités issues du monde de la culture, du milieu associatif, du militantisme, etc.), forums (organisés par un collectif d'associations locales), tribunes littéraires, présentation de l'artisanat, des traditions, des arts de la scène, mais aussi du cinéma africain (présentation de courts métrages à travers le festival Cinésud, festival du court-métrage africain, qui a lieu à Saint-Georges-de-Didonne en même temps que Plein Sud).
Le festival s'ouvre et se referme par deux cérémonies d'ouverture et de clôture, qui mettent à l'honneur un ou plusieurs pays, mais aussi tous ceux qui œuvrent à la bonne marche du festival.

## Site officiel
- www.festivalpleinsud.com